# 一般財団法人
一般財団法人（いっぱんざいだんほうじん）は、「一般社団法人及び一般財団法人に関する法律（平成18年法律第48号）」に基づいて設立される財団法人である。
本項で法律の条数を記載した場合は、特記のない限り、一般社団法人及び一般財団法人に関する法律の条数を指す。

## 設立
設立者に剰余金または残余財産の分配を受ける権利を与えることはできず、そのような趣旨の定款は無効となる（153条3項2号）。この点は株式会社等と異なる。

## 機関
評議員、評議員会、理事、理事会及び監事が設置必須の機関である。また、その他にも任意で会計監査人を置くことができる（170条）。

### 評議員会
評議員会は、一般社団・財団法人法に規定する事項及び定款で定めた事項に限り、決議をすることができる（178条2項）。
理事、監事及び会計監査人は、評議員会の決議によって選任する（177条、63条1項）。

### 理事会
理事会は、次に掲げる職務を行う（197条、90条2項）。
1. 一般財団法人の業務執行の決定
2. 理事の職務の執行の監督
3. 代表理事の選定及び解職

## 定款の変更
原則として、一般財団法人は、その成立後、評議員会の決議によって、定款を変更することができる（200条）。その評議員会の決議は、議決に加わることができる評議員の三分の二（これを上回る割合を定款で定めた場合にあっては、その割合）以上に当たる多数をもって行わなければならない（189条2項3号）。